# Gabriel Adrián Díaz
Gabriel Adrián Díaz (Capital Federal, Buenos Aires, Argentina; 17 de octubre de 1989) es un futbolista argentino. Juega como defensa central o volante central y su equipo actual es Gimnasia y Tiro de Salta de la Primera Nacional.

## Trayectoria

### Comunicaciones
Realizó todas las divisiones inferiores en Comunicaciones. De cara al Campeonato de Primera B 2009-10 debutó el 29 de agosto del 2009 en el partido por la segunda fecha contra Central Córdoba, fue titular del partido disputando los 90 minutos sin convertir goles ni recibir tarjetas amarillas. Convierte su primer y único gol de la temporada en la fecha 27 contra Villa San Carlos.

### Gimnasia y Esgrima de Jujuy
Se confirma la llegada a Jujuy para disputar el Campeonato de Primera B Nacional 2011-12. Debutó en la primera fecha al ingresar desde el banco en el partido contra Ferro en lugar de Leonardo Ferreyra al minuto 32 del segundo tiempo. Su primer partido como titular en el conjunto jujeño se da el 16 de octubre en la  11° fecha contra Atlanta. Al final de la temporada participar de 14 partidos en los que no convierte ningún gol, disputa la mayoría de los partidos como suplente, siendo titular sólo en 5 ocasiones sin completar los 90 minutos en ninguno de los encuentros, en total disputó 595 minutos.

### Defensores de Belgrano
Se suma al dragón de cara al Campeonato de Primera B 2012-13. Debuta el 4 de agosto por la primera fecha contra Atlanta, es titular en el mediocampo y disputa los 90 minutos sin convertir goles ni recibir tarjetas amarillas. El 27 de octubre convierte su primer gol en la fecha 15 contra Flandria En total disputó 30 partidos en los que marcó 2 goles.

### Tristán Suárez
Si bien esperaba ofertas para disputar la Primera B Nacional, al no concretarse se termina sumando al lechero para disputar el Campeonato de Primera B 2013-14. Debuta el 6 de agosto contra Chacarita al ingresar para disputar el tiempo suplementario en lugar de Diego Sequeira. Al finalizar el campeonato terminan en la decimotercer posición, por lo que no consiguen disputar el reducido por el ascenso. En total disputa 29 partidos sin convertir goles.

### Palestino
Se suma al Club Deportivo Palestino para tener su primer experiencia en el exterior. Debuta por la primera fecha del Torneo Apertura 2014 contra Cobreloa disputando los 90 minutos del encuentro como volante central. Llega a disputar solo 5 partidos en los que no marcó goles.

### San Luis
Tras una buena primera mitad del campeonato el club busca reforzarse para seguir luchando por el ascenso, en ese contexto se contrata a Gabriel para reforzar el mediocampo. Realiza su debut el 3 de enero en el partido contra Deportes La Serena Al finalizar el campeonato terminan en la primera posición, por lo que consiguen el ascenso. Disputó 9 partidos en los que no convirtió ningún gol.

### Everton
En julio del 2015 se confirma su llegada a los viñamarinos para disputar la Primera B de Chile 2015-16, firma por un año hasta el 30 de junio del 2016. Debuta en la primera fecha del campeonato contra Magallanes, disputa los 90 minutos recibiendo una tarjeta amarilla y sin marcar goles. Su primer gol lo convierte el 30 de agosto por la quinta fecha contra Club de Deportes Santiago Morning, a los 24 minutos del primer tiempo. Al finalizar la fase regular termina segundo, Consigue el ascenso a primera división al consagrarse subcampeón. En total disputó 29 partidos, convirtiendo 4 goles.

### Flandria
El 25 de agosto, dos días antes del inicio del Campeonato de Primera B Nacional 2016-17, se confirma su llegada al club, firma hasta el 30 de junio del 2017. Debuta en el canario ingresando en el segundo tiempo de la quinta fecha contra Ferro, el cambio es en el minuto 26 del segundo tiempo en lugar de Alejandro González, disputa lo que resta del partido como volante central. Debuta como titular dos fechas después, jugando como volante central y es expulsado en el primer minuto del segundo tiempo del partido contra Boca Unidos. En total disputa 22 partidos sin convertir goles en 1757 minutos en los que termina recibiendo 11 tarjetas amarillas y 2 tarjetas rojas.

### San Luis
El 5 de julio se confirma su retorno a la institución para un segundo paso en el cual disputará el Torneo de Transición 2017, en esta ocasión jugaría con el número 19 en la espalda. Su debut sería como titular el 28 de julio en la victoria por 2 a 0 ante Huachipato por la primera fecha. El 9 de diciembre en la última fecha del campeonato contra Audax Italiano, partido en el que Gabriel convierte su único gol del campeonato al minuto 22 del primer tiempo de cabeza. Al quedar en la novena posición no se clasifica al cuadro final. En toda la temporada disputó 12 partidos, faltando sólo en 3 ocasiones.

### Ferro
Firma con el club por 12 meses para disputar la segunda mitad del Campeonato de Primera B Nacional 2017-18. Debuta en el empate 3 a 3 por la fecha contra All Boys siendo que jugó casi todo el partido como volante central con la número 5 hasta que en el minuto 43 del segundo tiempo es sustituido por Sergio Sánchez, en dicho partido marcó el 3 a 3 en el minuto 34 del segundo tiempo con un tiro libre a 25 metros del arco y con un tremendo zurdazo colgó la pelota del ángulo derecho. Tras jugar 4 partidos como volante central disputa la fecha 17, partido contra Quilmes, siendo este su primer partido como marcador central ganándose el puesto y disputando lo que restaba del campeonato en esa posición y con la número 2 en la espalda. En total disputó un total de 11 partidos marcando 2 goles con 6 tarjetas amarillas y una roja en 988 minutos.
Todavía con seis meses de contrato forma parte del plantel que realiza la pretemporada pensando en el Campeonato de Primera B Nacional 2018-19. Arranca como titular en la primera fecha en el partido contra Nuevo Chicago compartiendo la zaga central con Maximiliano Velázquez, disputa todo el partido sin convertir goles ni recibir amarillas. Su primer gol en la temporada se lo convierte a Almagro en la séptima fecha a los 31 minutos del primer tiempo de penal. Tras una gran temporada termina como el segundo goleador del equipo con 7 goles sólo por detrás de Enzo Díaz que convirtió 14, siendo aún destacable lo de Gabriel dado que él los convirtió en 22 partidos jugando casi siempre como marcador central, solamente disputó 4 partidos como volante central. Todo esto en un total de 1960 minutos en los que recibió 10 tarjetas amarillas.

### Patronato
Llega a préstamo para disputar el Campeonato de Primera División 2019-20, Debuta con el número 34 el 28 de agosto por los dieciseisavos de final de la Copa Argentina 2019 contra Independiente como titular disputando los 90 minutos sin recibir amonestaciones ni marcar goles. Por el campeonato local debuta recién en la octava fecha contra Lanús en dicho partido convierte su primer gol con un cabezazo fuerte tras el córner realizado por Matías Abero. Disputa un total de 10 partidos con 2 goles en 732 minutos, recibiendo 3  amarillas y una roja.

### Ferro
Tras el parate por Covid y de cara al Campeonato Transición de Primera Nacional 2020 regresa de su préstamo y se define que continuará en el club firmando también una extensión de contrato hasta diciembre del 2021. Debutó en la primera fecha como titular el 30 de noviembre contra Temperley jugando los 90 minutos sin recibir amonestaciones ni convertir goles. En total disputó 8 partidos sin goles en un total de 300 minutos recibiendo 2 tarjetas amarillas y ninguna roja.
Continúa en el club para disputar el Campeonato de Primera Nacional 2021. Debuta en la primera fecha como titular y capitán del equipo, completa los 90 minutos sin convertir ni recibir amonestaciones en la derrota contra Güemes. Su primer gol lo convirtió en la 16 fecha contra Santamarina a los 36 minutos del primer tiempo. Llega a disputar 34 partidos marcando 2 goles y recibiendo 5 tarjetas amarillas y 1 roja en minutos jugados. Fue una pieza fundamental del equipo que logró clasificarse al reducido para pelear por el ascenso, llegando Ferro como uno de los candidatos. Ganan el primer partido por 3 a 1 contra San Martín de Tucumán, Gabriel disputó 45 minutos de dicho encuentro saliendo en el entretiempo por Sebastián Olivarez, en dicho partido recibió una amonestación y por la acumulación de 5 tarjetas fue suspendido para el partido de vuelta, en dicho encuentro Ferro pierde por la mínima pero termina pasando a la siguiente ronda. No juega el primer partido y recién vuelve para el partido definitorio en el que Quilmes termina pasando y eliminando a Ferro.
Tras el desarme del plantel que peleó por el ascenso y el alejamiento de la dupla técnica de Favio Orsi y Sergio Gómez se queda buscando la revancha del ascenso perdido renueva hasta diciembre del 2022 para disputar el Campeonato de Primera Nacional 2022. Sigue como capitán y pilar de la defensa, pero no puede ser parte de la primera fecha contra Nueva Chicago por un desgarro en el isquiotibial izquierdo. Recién en la cuarta fecha debutará en el campeonato siendo reemplazado por Nicolás Gómez en el minuto 13 del segundo tiempo del partido contra Independiente Rivadavia. En total termina disputando 20 partidos en la temporada en los que no convirtió ningún gol.
Luego de su paso por Quilmes en el 2023, el equipo de Caballito vuelve a contratar a Díaz para pelear el ascenso a la Primera División del futbol argentino. 

## Estadísticas
Actualizado al 15 de agosto de 2025

| Club                                | Div.              | Temporada         | Liga  | Liga  | Copas | Copas | Copas | Copas | Total | Total | Media |
| Club                                | Div.              | Temporada         | Part. | Goles | Part. | Goles | Part. | Goles | Part. | Goles | Media |
| ----------------------------------- | ----------------- | ----------------- | ----- | ----- | ----- | ----- | ----- | ----- | ----- | ----- | ----- |
| Comunicaciones Argentina            | 3.ª               | 2009-10           | 30    | 1     | 0     | 0     | -     | -     | 30    | 1     | 0.03  |
| Comunicaciones Argentina            | 3.ª               | 2010-11           | 35    | 1     | 0     | 0     | -     | -     | 35    | 1     | 0.03  |
| Comunicaciones Argentina            | Total             | Total             | 65    | 2     | 0     | 0     | 0     | 0     | 65    | 2     | 0.03  |
| Gimnasia y Esgrima de (J) Argentina | 2.ª               | 2011-12           | 14    | 0     | 0     | 0     | -     | -     | 14    | 0     | 0     |
| Gimnasia y Esgrima de (J) Argentina | Total             | Total             | 14    | 0     | 0     | 0     | 0     | 0     | 14    | 0     | 0     |
| Defensores de Belgrano Argentina    | 3.ª               | 2012-13           | 30    | 2     | 0     | 0     | -     | -     | 30    | 2     | 0.07  |
| Defensores de Belgrano Argentina    | Total club        | Total club        | 30    | 2     | 0     | 0     | -     | -     | 30    | 2     | 0.07  |
| Tristán Suárez Argentina            | 3.ª               | 2013-14           | 29    | 0     | 0     | 0     | -     | -     | 29    | 0     | 0     |
| Tristán Suárez Argentina            | Total club        | Total club        | 29    | 0     | 0     | 0     | -     | -     | 29    | 0     | 0     |
| Palestino · Chile                   | 1.ª               | 2014-15           | 5     | 0     | 0     | 0     | 0     | 0     | 5     | 0     | 0     |
| Palestino · Chile                   | Total club        | Total club        | 5     | 0     | 0     | 0     | 0     | 0     | 5     | 0     | 0     |
| San Luis · Chile                    | 2.ª               | 2014-15           | 9     | 0     | 0     | 0     | 0     | 0     | 9     | 0     | 0     |
| San Luis · Chile                    | Total club        | Total club        | 9     | 0     | 0     | 0     | 0     | 0     | 9     | 0     | 0     |
| Everton · Chile                     | 2.ª               | 2015-16           | 29    | 4     | 0     | 0     | -     | -     | 29    | 4     | 0.14  |
| Everton · Chile                     | Total club        | Total club        | 29    | 4     | 0     | 0     | 0     | 0     | 29    | 4     | 0.14  |
| Flandria Argentina                  | 2.ª               | 2016-17           | 22    | 0     | 0     | 0     | -     | -     | 22    | 0     | 0     |
| Flandria Argentina                  | Total club        | Total club        | 22    | 0     | 0     | 0     | -     | -     | 22    | 0     | 0     |
| San Luis · Chile                    | 1.ª               | 2017              | 12    | 1     | 0     | 0     | -     | -     | 12    | 1     | 0.08  |
| San Luis · Chile                    | Total club        | Total club        | 12    | 1     | 0     | 0     | -     | -     | 12    | 1     | 0.08  |
| San Luis · Chile                    | Total en San Luis | Total en San Luis | 21    | 1     | 0     | 0     | 0     | 0     | 21    | 1     | 0.05  |
| Ferro Argentina                     | 2.ª               | 2017-18           | 11    | 2     | 0     | 0     | —     | —     | 11    | 2     | 0.18  |
| Ferro Argentina                     | 2.ª               | 2018-19           | 23    | 8     | 0     | 0     | —     | —     | 23    | 8     | 0.35  |
| Ferro Argentina                     | Total             | Total             | 34    | 10    | 0     | 0     | 0     | 0     | 34    | 10    | 0.29  |
| Patronato Argentina                 | 1.ª               | 2019-20           | 7     | 2     | 3     | 0     | —     | —     | 10    | 2     | 0.2   |
| Patronato Argentina                 | Total             | Total             | 7     | 2     | 3     | 0     | 0     | 0     | 10    | 2     | 0.2   |
| Ferro Argentina                     | 2.ª               | 2020              | 8     | 0     | 0     | 0     | —     | —     | 8     | 0     | 0     |
| Ferro Argentina                     | 2.ª               | 2021              | 34    | 2     | 0     | 0     | —     | —     | 34    | 2     | 0.06  |
| Ferro Argentina                     | 2.ª               | 2022              | 19    | 0     | 1     | 0     | —     | —     | 19    | 0     | 0     |
| Ferro Argentina                     | Total             | Total             | 60    | 2     | 1     | 0     | 0     | 0     | 61    | 2     | 0.03  |
| Quilmes Argentina                   | 2.ª               | 2023              | 33    | 1     | —     | —     | —     | —     | 33    | 1     | 0.03  |
| Quilmes Argentina                   | Total             | Total             | 33    | 1     | 0     | 0     | 0     | 0     | 33    | 1     | 0.03  |
| Ferro Argentina                     | 2.ª               | 2024              | 20    | 2     | —     | —     | —     | —     | 20    | 2     | 0.1   |
| Ferro Argentina                     | Total             | Total             | 20    | 2     | 0     | 0     | 0     | 0     | 20    | 2     | 0.1   |
| Ferro Argentina                     | Total Ferro       | Total Ferro       | 114   | 14    | 1     | 0     | 0     | 0     | 115   | 14    | 0.12  |
| Gimnasia y Tiro (S) Argentina       | 2.ª               | 2025              | 23    | 1     | 1     | 0     | —     | —     | 24    | 1     | 0.04  |
| Gimnasia y Tiro (S) Argentina       | Total             | Total             | 23    | 1     | 1     | 0     | 0     | 0     | 24    | 1     | 0.04  |
| Total carrera                       | Total carrera     | Total carrera     | 391   | 27    | 5     | 0     | 0     | 0     | 396   | 27    | 0.07  |

## Palmarés

### Campeonatos nacionales
| Título     | Club     | País  | Año                        |
| ---------- | -------- | ----- | -------------------------- |
| Campeón    | San Luis | Chile | Primera B de Chile 2014-15 |
| Subcampeón | Everton  | Chile | Primera B de Chile 2015-16 |